# Willi Dusenschön
Willi Dusenschön (ur. 1 marca 1909 w Hamburgu, zm. 1977) – zbrodniarz hitlerowski, członek załogi niemieckich obozów koncentracyjnych Fuhlsbüttel, Esterwegen i Sachsenhausen oraz SS-Obersturmbannführer.
W 1928 wstąpił do NSDAP (nr legitymacji partyjnej 75582) i SA, z tej ostatniej w 1931 przeniósł się do SS (nr identyfikacyjny 10984). Początkowo pełnił służbę w oddziałach SS w Altonie. 4 września 1933 został dowódcą oddziałów wartowniczych w obozie Fuhlsbüttel (Kola-Fu), w którym przetrzymywano więźniów politycznych. Dusenschön był współodpowiedzialny za terror stosowany w obozie. Więźniów zamęczano długotrwałymi apelami, bito (czasem do utraty nieprzytomności), poniżano czy zamykano w karcerze. Kilku więźniów zmarło na skutek zakatowania, niektórzy popełnili samobójstwo, nie mogąc znieść zadawanych im cierpień. W 1934 w tej sprawie prowadziła śledztwo niemiecka prokuratura, w związku z czym Dusenschön czasowo został odwołany ze służby obozowej.
Od lata 1935 był dowódcą kompanii wartowniczej w obozie Esterwegen, skąd w 1937 przeniesiono go na identyczne stanowisko do Sachsenhausen. W 1941 skierowano go do służby frontowej w Waffen-SS. Dusenschön sprawował między innymi funkcję dowódcy batalionu w 2 Dywizji Pancernej SS Das Reich. Po zakończeniu wojny znalazł się w brytyjskiej niewoli, po czym został ekstradowany do Francji. Tu Trybunał Wojskowy skazał go 27 października 1951 na dożywotnie pozbawienie wolności połączone z ciężkimi robotami. Zwolniony z więzienia został już w styczniu 1956. Ponownie przed sądem stanął na jesieni 1962. Oskarżono go przed zachodnioniemieckim sądem w Hamburgu o spowodowanie samobójstwa żydowskiego socjaldemokraty Fritza Solmitza w obozie Fuhlsbüttel. Nie udało się jednak udowodnić udziału Dusenschöna w tej zbrodni, a pozostałe jego czyny uległy przedawnieniu.